# Copa do Mundo de Clubes da FIFA de 2006
A Copa do Mundo de Clubes da FIFA de 2006 foi a terceira edição da competição organizada pela Federação Internacional de Futebol (FIFA). A FIFA, depois de muita negociação, assinou um acordo em 2004 com a empresa Toyota, para que realizassem um mundial de clubes em conjunto, denominado FIFA Club World Championship Toyota Cup. A FIFA, porém, refez o acordo e realizou o torneio em 2006 com o nome de FIFA Club World Cup (Copa do Mundo de Clubes FIFA).
Foi usado o mesmo modelo do troféu da edição de 2005, com a alteração de que antes estava escrito FIFA Club World Championship Toyota Cup e a partir de 2006 passou a ser FIFA Club World Cup. Foi a primeira e última alteração que a taça teve. Em 2000, o troféu era outro e a nomenclatura usada foi FIFA Club World Championship (a principal parceria da FIFA era com a ISL).
Em 2006, o campeonato aconteceu entre os dias 10 e 17 de dezembro. As partidas foram realizadas no Estádio Nacional (Olímpico) de Tóquio, o Toyota Stadium em Toyota, Aichi, e o Estádio Internacional em Yokohama, Kanagawa, onde a final foi jogada.
O Internacional conquistou o seu primeiro título no torneio após vencer o Barcelona por 1–0 na final no Estádio Internacional de Yokohama, no Japão. Foi a terceira conquista consecutiva de um clube brasileiro desde a criação do torneio, em 2000.

## Formato da competição
A competição contou com seis equipes, repetindo o formato de 2005: os campeões da Copa Libertadores da América e da Liga dos Campeões da UEFA entraram previamente nas semifinais, em chaves opostas; os dois demais semifinalistas foram decididos entre os outros quatro campeões continentais.

## Equipes classificadas
| Confederação                           | Equipe                          | Classificação                                   | Participação                    |
| Disputa a partir das semifinais        | Disputa a partir das semifinais | Disputa a partir das semifinais                 | Disputa a partir das semifinais |
| -------------------------------------- | ------------------------------- | ----------------------------------------------- | ------------------------------- |
| CONMEBOL                               | Internacional                   | Campeão da Copa Libertadores da América de 2006 | 1ª                              |
| UEFA                                   | Barcelona                       | Campeão da Liga dos Campeões da UEFA de 2005-06 | 1ª                              |
| Disputa a partir das quartas de finais |                                 |                                                 |                                 |
| AFC                                    | Jeonbuk Motors                  | Campeão da Liga dos Campeões da AFC de 2006     | 1ª                              |
| CAF                                    | Al-Ahly                         | Campeão da Liga dos Campeões da CAF de 2006     | 2ª (2005)                       |
| CONCACAF                               | América                         | Campeão da Copa dos Campeões da CONCACAF 2006   | 1ª                              |
| OFC                                    | Auckland City FC                | Campeão da Liga dos Campeões da OFC de 2005-06  | 1ª                              |

## Arbitragem
| Árbitros                           | Assistentes         | Assistentes             |
| África                             | África              | África                  |
| ---------------------------------- | ------------------- | ----------------------- |
| RSA Jerome Damon                   | RSA Enock Molefe    | RWA Celestin Ntagungira |
| Ásia                               |                     |                         |
| KSA Khalil Al Ghamdi               | UAE Eisa Ghuloum    |                         |
| MAS Subkhiddin Mohd Salleh         | SYR Hamdi Al Kadrie |                         |
| América do Norte, Central e Caribe |                     |                         |
| GUA Carlos Batres                  | HON Carlos Pastrana | CRC Leonel Leal         |
| América do Sul                     |                     |                         |
| COL Óscar Ruiz                     | COL Wilson Berrío   | VEN Rafael Yañez        |

## Estádios
Toyota, Tóquio e Yokohama foram as cidades-sede da edição de 2006.
| Toyota             | Tóquio                     | Yokohama                          |
| Estádio de Toyota  | Estádio Nacional de Tóquio | Estádio Internacional de Yokohama |
| Capacidade: 45 000 | Capacidade: 57 363         | Capacidade: 72 370                |
|                    |                            |                                   |

## Partidas
|  |                           |                         |                           |           | Quartas de final        | Quartas de final        |   |  | Semifinais | Semifinais |  |  | Final                     | Final |
|  |                           |                         |                           |           |                         |                         |   |  |            |            |  |  |                           |       |
|  |                           |                         |                           |           | 10 de dezembro – Toyota |                         |   |  |            |            |  |  |                           |       |
|  |                           |                         |                           |           |                         |                         |   |  |            |            |  |  |                           |       |
|  | Auckland City             | 0                       |                           |           |                         |                         |   |  |            |            |  |  |                           |       |
|  | Auckland City             | 0                       | 13 de dezembro – Tóquio   |           |                         |                         |   |  |            |            |  |  |                           |       |
|  |                           |                         | Al-Ahly                   | 2         |                         |                         |   |  |            |            |  |  |                           |       |
|  | Al-Ahly                   | 1                       | Al-Ahly                   | 2         |                         |                         |   |  |            |            |  |  |                           |       |
|  | Al-Ahly                   | 1                       | Quinto lugar              |           |                         |                         |   |  |            |            |  |  |                           |       |
|  |                           |                         | Internacional             | 2         |                         |                         |   |  |            |            |  |  |                           |       |
|  | Auckland City             | 0                       | Internacional             | 2         |                         |                         |   |  |            |            |  |  |                           |       |
|  | Auckland City             | 0                       | 17 de dezembro – Yokohama |           |                         |                         |   |  |            |            |  |  |                           |       |
|  | Jeonbuk Motors            | 3                       |                           |           |                         |                         |   |  |            |            |  |  |                           |       |
|  | Jeonbuk Motors            | 3                       | Internacional             | 1         |                         |                         |   |  |            |            |  |  |                           |       |
|  | 15 de dezembro – Tóquio   | 15 de dezembro – Tóquio | Internacional             | 1         | 11 de dezembro – Tóquio | 11 de dezembro – Tóquio |   |  |            |            |  |  |                           |       |
|  | 15 de dezembro – Tóquio   | 15 de dezembro – Tóquio |                           | Barcelona | 11 de dezembro – Tóquio | 11 de dezembro – Tóquio | 0 |  |            |            |  |  |                           |       |
|  |                           |                         | Jeonbuk Motors            | Barcelona | 0                       |                         | 0 |  |            |            |  |  |                           |       |
|  | 14 de dezembro – Yokohama |                         | Jeonbuk Motors            |           | 0                       |                         |   |  |            |            |  |  |                           |       |
|  |                           | América                 | 1                         |           |                         |                         |   |  |            |            |  |  |                           |       |
|  | América                   | América                 | 1                         | 0         |                         |                         |   |  |            |            |  |  |                           |       |
|  | América                   |                         | Terceiro lugar            | 0         |                         |                         |   |  |            |            |  |  |                           |       |
|  |                           |                         | Barcelona                 | 4         |                         |                         |   |  |            |            |  |  |                           |       |
|  | Al-Ahly                   | 2                       | Barcelona                 | 4         |                         |                         |   |  |            |            |  |  |                           |       |
|  | Al-Ahly                   | 2                       |                           |           |                         |                         |   |  |            |            |  |  |                           |       |
|  | América                   | 1                       |                           |           |                         |                         |   |  |            |            |  |  |                           |       |
|  | América                   | 1                       |                           |           |                         |                         |   |  |            |            |  |  |                           |       |
|  |                           |                         |                           |           |                         |                         |   |  |            |            |  |  | 17 de dezembro – Yokohama |       |

Todos os jogos estão no horário local (UTC+9)

### Quartas de final
| 10 de dezembro | Auckland City | 0 – 2     | Al-Ahly                    | Toyota Stadium, Toyota                        |
| 19:20          |               | Relatório | Flávio 51' · Aboutrika 73' | Público: 29 912 Árbitro: KSA Khalil Al Ghamdi |

| 11 de dezembro | Jeonbuk | 0 – 1     | América   | Tokyo National Stadium, Tóquio            |
| 19:20          |         | Relatório | Rojas 79' | Público: 34 197 Árbitro: RSA Jerome Damon |

### Semifinais
| 13 de dezembro | Al-Ahly    | 1 – 2     | Internacional                         | Tokyo National Stadium, Tóquio                      |
| 19:20          | Flávio 54' | Relatório | Alexandre Pato 23' · Luiz Adriano 72' | Público: 33 690 Árbitro: MAS Subkhiddin Mohd Salleh |

| 14 de dezembro | América | 0 – 4     | Barcelona                                                | International Stadium Yokohama, Yokohama |
| 19:20          |         | Relatório | Guðjohnsen 11' · Márquez 30' · Ronaldinho 65' · Deco 85' | Público: 62 316 Árbitro: COL Óscar Ruiz  |

### Disputa pelo quinto lugar
| 15 de dezembro | Auckland City | 0 – 3     | Jeonbuk                                                     | Tokyo National Stadium, Tóquio                |
| 19:20          |               | Relatório | Lee Hyun-seung 17' · Kim Hyung-bum 31' · Zé Carlo 73' (pen) | Público: 23 258 Árbitro: KSA Khalil Al Ghamdi |

### Disputa pelo terceiro lugar
| 17 de dezembro | Al-Ahly            | 2 – 1     | América     | International Stadium Yokohama, Yokohama  |
| 16:20          | Aboutrika 42', 79' | Relatório | Cabañas 59' | Público: 51 641 Árbitro: RSA Jerome Damon |

### Final
| 17 de dezembro | Internacional      | 1 – 0     | Barcelona | International Stadium Yokohama, Yokohama   |
| 19:20          | Adriano Gabiru 82' | Relatório |           | Público: 67 128 Árbitro: GUA Carlos Batres |

## Premiações

### Coletivas
Campeões
| Copa do Mundo de Clubes da FIFA de 2006 |
| Brasil                                  |
| --------------------------------------- |
| Internacional Campeão (1° título)       |

Fair Play
| Fair play | Barcelona |

### Individuais
| Bola de Ouro     | Bola de Prata          | Bola de Bronze         |
| ---------------- | ---------------------- | ---------------------- |
| Deco (Barcelona) | Iarley (Internacional) | Ronaldinho (Barcelona) |

## Classificação final
| Times | Times          | Pts | J | V | E | D | GP | GC | SG | %      |
| ----- | -------------- | --- | - | - | - | - | -- | -- | -- | ------ |
| 1     | Internacional  | 6   | 2 | 2 | 0 | 0 | 3  | 1  | +2 | 100%   |
| 2     | Barcelona      | 3   | 2 | 1 | 0 | 1 | 4  | 1  | +3 | 50%    |
| 3     | Al-Ahly        | 6   | 3 | 2 | 0 | 1 | 5  | 3  | +2 | 66,67% |
| 4     | América        | 3   | 3 | 1 | 0 | 2 | 2  | 6  | -4 | 33,33% |
| 5     | Jeonbuk Motors | 3   | 2 | 1 | 0 | 1 | 3  | 1  | +2 | 50%    |
| 6     | Auckland City  | 0   | 2 | 0 | 0 | 2 | 0  | 5  | -5 | 0%     |

## Artilharia
| 3 gols - Mohamed Aboutrika (Al-Ahly) 2 gols - Flávio (Al-Ahly) 1 gol - Adriano Gabiru (Internacional) - Alexandre Pato (Internacional) - Deco (Barcelona) - Eiður Guðjohnsen (Barcelona) | 1 gol (continuação) - Kim Hyung-bum (Jeonbuk) - Lee Hyun-seung (Jeonbuk) - Luiz Adriano (Internacional) - Rafael Márquez (Barcelona) - Ronaldinho (Barcelona) - Ricardo Rojas (América) - Salvador Cabañas (América) - Zé Carlo (Jeonbuk) |